# Tulasnella hyalina
Tulasnella hyalina é uma espécie de fungo pertencente à família Tulasnellaceae.